# Typhlodromus rhododendroni
Typhlodromus rhododendroni är en spindeldjursart som beskrevs av Gupta 1978. Typhlodromus rhododendroni ingår i släktet Typhlodromus och familjen Phytoseiidae. Inga underarter finns listade i Catalogue of Life.